# Dawid Abrahamowicz

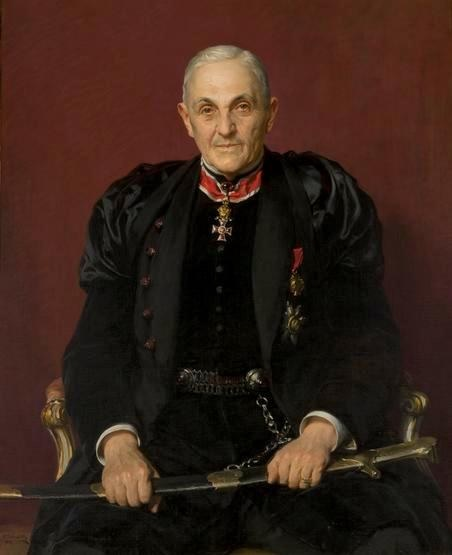
Kazimierz Pochwalski, Portret Dawida Abrahamowicza, 1914

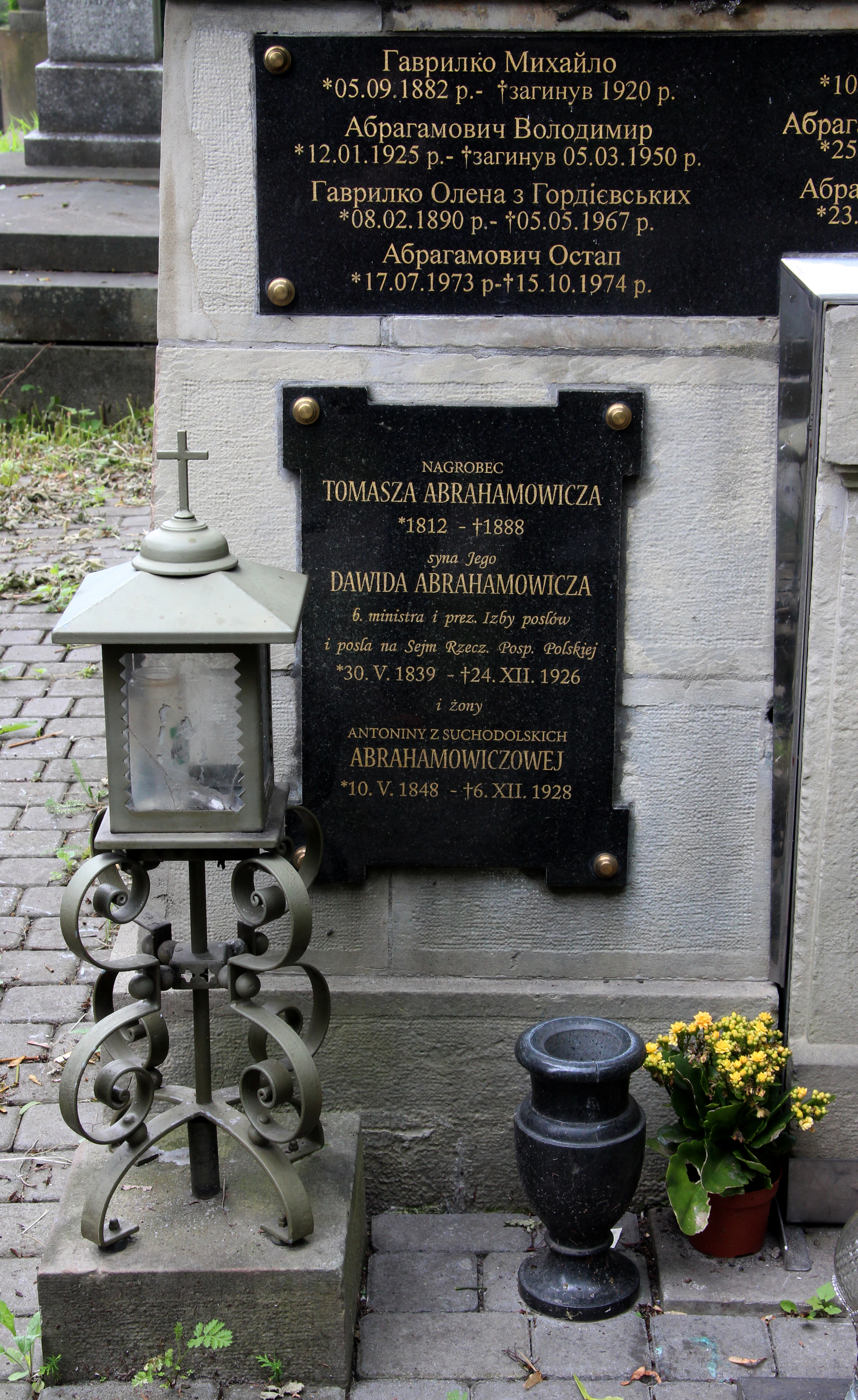
Epitafium Abrahamowicza na rodzinnym grobowcu

Dawid Abrahamowicz (ur. 30 czerwca 1839 w Targowicy Polnej, zm. 24 grudnia 1926 we Lwowie) – polski konserwatywny polityk i działacz społeczny; związany z ugrupowaniem podolaków. Podolski ziemianin pochodzenia ormiańskiego.

## Życiorys
Urodził się w rodzinie ziemiańskiej polskich Ormian. Syn Tomasza i Kajetany z Antoniewiczów. Miał dwoje rodzeństwa: brata Adolfa Abrahamowicza i siostrę Gertrudę, żonę Emila Torosiewicza. Jego kuzynem był Eugeniusz Abrahamowicz.
Ukończył gimnazjum w Stanisławowie. Studiował we Francji i Niemczech.
Ziemianin, od 1863 odziedziczył dobra Targowica Polna, Podwysokie (pow. śniatyński), Demnia (pow. przemyślański) oraz Tyszkowce (pow. horodeński). Od 1875 rezydował w zakupionym majątku Siemianówka (pow. lwowski).
W 1869 ożenił się z Antoniną z Suchodolskich (1848–1928), dzieci nie mieli. Ze strony żony jego szwagrami byli Kornel Krzeczunowicz, Edward Podlewski i Filip Zaleski.
Był członkiem Rady Powiatu w Horodence (1867–1872) i Lwowie (1878–1914). Wiceprezes (1878–1882) i prezes (1883–1908) Wydziału Powiatowego we Lwowie. Członek i działacz Galicyjskiego Towarzystwa Gospodarskiego, członek jego Komitetu (20 czerwca 1873 – 24 czerwca 1874, 30 czerwca 1881 – 15 czerwca 1902), jego wiceprezes (20 czerwca 1874 – 12 czerwca 1880). Kurator szkoły rolniczej w Dublanach. Wydawał i redagował Czasopismo Ekonomiczno-Rolnicze i Rolnika (1875–1879).
- 1863–1918 – poseł do galicyjskiego Sejmu Krajowego
- 1875–1918 – poseł do parlamentu austriackiego
- 1898 – otrzymał tytuł tajnego radcy[7]
- 1906–1907 – regimentarz (prezes) Koła Polskiego w Radzie Państwa[8]
- 1907–1909 – minister do spraw Galicji
- 1912 – mianowany dożywotnim członkiem Izby Panów, ale nie przyjął nominacji
- 1919–1922 – poseł na Sejm Ustawodawczy, członek Klubu Pracy Konstytucyjnej[9]

Kazimierz Chłędowski tak go scharakteryzował: Pan Dawid bardzo zaniedbane odebrał wychowanie, szkół nie skończył, ale własną pracą się wyrobił i był bezsprzecznie jednym z najzdolniejszych członków Koła Polskiego i jednym z najwybitniejszych politycznych intrygantów. Wysoki, obrzękły, z dużą twarzą bez zarostu, jakby z gutaperki, z głosem cienkim, piszczącym, stojącym w sprzeczności z dużym, obwisłym cielskiem. Pan Dawid przesadzał się w grzecznościach, zawsze słodko się uśmiechał, a fałsz mu wyłaził z każdego włosa.
Fundator Bursy Abrahamowiczów we Lwowie – zakładu szkolno-wychowawczego dla niezamożnej młodzieży (przeznaczył na ten cel, a także na zakup dzieł sztuki dla odbudowanego Zamku Królewskiego na Wawelu cały swój majątek). W budynku bursy Abrahamowiczów w nocy z 3 na 4 lipca 1941 hitlerowcy więzili profesorów lwowskich przed ich rozstrzelaniem na pobliskich Wzgórzach Wuleckich.
Dawid Abrahamowicz został pochowany na cmentarzu Łyczakowskim we Lwowie.

## Odznaczony
Odznaczony austriacką wielką wstęgą Orderu Korony Żelaznej i komandorią Orderu Leopolda.

## Ciekawostki
Z uwagi na fizyczność Abrahamowicza, był hermafrodytą – Wojciech Dzieduszycki w jego obecności rozpoczął kiedyś swoje przemówienie słowami Piękne Panie, Szanowni Panowie i Ty, Dawidzie Abrahamowiczu!.